# Трагедия Макбета (фильм, 2021)
«Трагедия Макбета» (англ. The Tragedy of Macbeth) — американский художественный фильм 2021 года, снятый Джоэлом Коэном по собственному сценарию на основе трагедии «Макбет» Уильяма Шекспира.

## Сюжет
Три ведьмы предсказывают высокопоставленному шотландскому дворянину лорду Макбету восхождение на трон. Он планирует узурпировать королевскую власть любой ценой.

## В ролях
- Дензел Вашингтон — лорд Макбет
- Фрэнсис Макдорманд — леди Макбет
- Берти Карвел — Банко
- Брендан Глисон — король Дункан
- Кори Хокинс — Макдуф
- Мозес Инграм — леди Макдуф
- Лукас Баркер — Флинс
- Гарри Меллинг — Малькольм
- Ральф Айнесон — капитан
- Брайан Томпсон — убийца
- Шон Патрик Томас — Монтейт
- Кэтрин Хантер — ведьмы
- Алекс Хэсселл — Росс
- Стивен Рут

## Производство
Съёмки начались в Лос-Анджелесе в феврале 2020 года.

## Награды и номинации
| Премия                              | Категория                            | Номинант                 | Результат |
| ----------------------------------- | ------------------------------------ | ------------------------ | --------- |
| «Оскар»                             | Лучшая мужская роль                  | Дензел Вашингтон         | Номинация |
| «Оскар»                             | Лучшая операторская работа           | Брюно Дельбоннель        | Номинация |
| «Оскар»                             | Лучшая работа художника-постановщика | Стефан Декант, Нэнси Хэй | Номинация |
| «Золотой глобус»                    | Лучшая мужская роль — драма          | Дензел Вашингтон         | Номинация |
| BAFTA                               | Лучшая операторская работа           | Брюно Дельбоннель        | Номинация |
| «Выбор критиков»                    | Лучшая мужская роль                  | Дензел Вашингтон         | Номинация |
| «Выбор критиков»                    | Лучшая операторская работа           | Брюно Дельбоннель        | Номинация |
| «Спутник»                           | Лучшая мужская роль — драма          | Дензел Вашингтон         | Номинация |
| «Спутник»                           | Лучший адаптированный сценарий       | Джоэл Коэн               | Номинация |
| «Спутник»                           | Лучшая операторская работа           | Брюно Дельбоннель        | Номинация |
| «Спутник»                           | Лучшая работа художника-постановщика | Стефан Декант            | Победа    |
| Национальный совет кинокритиков США | Лучший адаптированный сценарий       | Джоэл Коэн               | Победа    |
| Национальный совет кинокритиков США | Лучшая операторская работа           | Брюно Дельбоннель        | Победа    |
| Национальный совет кинокритиков США | Топ 10 лучших фильмов года           |                          | Победа    |
| Премия Гильдии киноактёров США      | Лучшая мужская роль                  | Дензел Вашингтон         | Номинация |